# Agitator
Agitator (en japonés: 荒ぶる魂たち, Araburu tamashii-tachi?) es una película de acción y yakuza de 2001, dirigida por Takashi Miike. Se estrenó en dos versiones: una para cines, con una duración de 150 minutos, y otra para vídeo, con una duración de 200 minutos.

## Argumento
El clan yakuza Tenseikai, con cerca de 2000 soldados, es la organización más grande de la ciudad y se prepara para la sucesión del liderazgo. Para ello, busca absorber a los clanes Kaitō y Shirane. Pero estos clanes se organizan y preparan un plan para unir sus fuerzas e incorporar un tercer clan, el de los Yokomizo, para así poder obtener ellos el mando de los Tenseikai. Mizushima y Muroi, pertenecientes a los Shirane, envían a sus hombres para provocar al clan Yokomizo, desencadenar una represalia, hacer dimitir a los líderes ancianos de los grupos y luego proponer una alianza. Pero Kunihiko Kenzaki, la mano derecha de Higuchi, descubre el complot y comienza una faida contra las otras familias, secuestrando a Muroi y haciéndolo confesar la conspiración mediante la tortura. el temperamental Kenzaki que ya ha visto morir a su jefe en esta represalia, jura vengar su muerte y a medida que sobreviene la violencia sangrienta, el recuento de cadáveres alcanza proporciones excesivas. 

## Reparto
| Actor            | Papel                |
| ---------------- | -------------------- |
| Masaya Kato      | Kunihiko Kenzaki     |
| Naoto Takenaka   | Yoichi Higuchi       |
| Hiroki Matsukata | Kaitō                |
| Masato Ibu       | Mizushima            |
| Ryōsuke Miki     | Torii                |
| Akino Taisaku    | Takako Higuchi       |
| Mickey Curtis    | Yokomizo             |
| Renji Ishibashi  | Tatuador             |
| Kenichi Endō     | Muroi                |
| Yoshiyuki Daichi | Sakuraba             |
| Aya Kawamura     | La novia de Kunihiko |
| Takashi Miike    | Shinozaki            |
| Koji Tsukamoto   | Hayashi              |
| hakuryu          | Numata               |
| Daisuke Ryû      | Ichimatsu            |

## Otros créditos
- Producción: Tsutomu Tsuchikawa.
- Director de planificación: Ken Takeuchi.
- Planificación: Shigenori Takechi.
- Cooperación en materia de planificación: Tsuneo Seto.
- Productor ejecutivo: Yoshihiro Masuda.
- Productor: Fujio Matsushima y Seiichiro Ishii.
- Productor de postproducción: Naoki Kaneko.
- Director de producción: Masamitsu Washizu.
- Productora de CGI: Misako Saka.
- Productor asistente: Hitoki Ookoshi.
- Asistente de dirección: Bunmei Katô.
- Diseñador de producción (arte): Tatsuo Ozeki.
- Grabación (sonido): Yukiya Sato.
- Cooperación de producción: Excellent Films.

## Lanzamiento
Agitator se estrenó el 28 de octubre de 2001 en el Festival Internacional de Cine de Tokio, el 
25 de enero de 2002 en el Festival Internacional de Cine de Róterdam de Países Bajos, y el 30 de marzo de 2002 en los cines de Japón. En España se estrenó el 7 de octubre de 2002 en el Festival de Cine de Sitges.
 Fue lanzada en VHS en Japón con una duración de 200 minutos y dividida en dos partes, editadas por Daiei y distribuidas por Toei Company: 

- Parte 1. (Agitator) Savage Souls: The Outbreak of Conflict (en japonés: 荒ぶる魂たち　抗争勃発篇?) (103 min.) [5]
- Parte 2. (Agitator) Savage Souls: Bloody War (en japonés: 荒ぶる魂たち　血戦篇?) (97 min.) [6]

No fue lanzada en DVD en Japón, pero si en otros países.En Blu-ray se lanzó en varios países y en Japón se publicó en 2020 por Kadokawa Corporation. 

## Recepción
En una reseña del portal web Hong Kong Cinema, los críticos comentaron: «No es la mejor producción de Takashi Miike, Agitator es, sin embargo, una pieza de género sólida que ofrece una gran cantidad de manipulación astuta junto con los asesinatos de las mafias y complacerá tanto a los fanáticos de las imágenes de yakuza como a los completistas de Miike».
Reseña de Felipe Mugica para BlogVisual: «La película, a pesar de las dos horas y media de duración, no cae en tiempos muertos y vemos que la extensión es la adecuada para conocer a fondo la psicología de sus personajes (es de destacar la relación entre el protagonista y su superior, también amigo). En definitiva, una de las películas más interesantes de Takashi Miike con la que demostraba su dominio narrativo, que era un todoterreno y que no necesitaba recurrir a sus locuras habituales para construir una más que interesante película».
Rouven Linnarz en una reseña para Asian Movie Pulse, escribió: «Agitator es una película de gánsteres sobre la amistad, la codicia y el tipo de caos en el corazón de la Yakuza. Si bien sus dimensiones, la cantidad de personajes y subtramas, le quitan algo de tensión y dramatismo, hay que respetar la visión detrás de la película, aunque no sea algo que no hayas visto antes».

## Premios y reconocimientos
- 2002 – Festival de Cine de Sitges.
  - Premio Orient Express – Casa Àsia a Takashi Miike[12]